# Alexandre Arnoux
Paul-Alexandre Arnoux (27. února 1884 Digne-les-Bains – 5. ledna 1973 Boulogne-Billancourt, Paříž) byl francouzský básník, prozaik, dramatik, scenárista a překladatel, od roku 1947 člen Goncourtovy akademie.

## Život
Narodil se v rodině učitele a školního inspektora. Během studií práv v Lyonu se roku 1904 se seznámil s hercem, režisérem a později učitelem na Pařížské konzervatoři Charlesem Dullinem, který se stal jeho celoživotním přítelem i spolupracovníkem. Od roku 1906 pracoval na seinské prefektuře. Roku 1913 se oženil se Španělkou Amálií Isabelou Enetovou, která zemřela roku 1938.
Debutoval roku 1906 sbírkou básní L'allée des mortes (Alej mrtvých), známější se stal sbírkou povídek Le Cabaret (1919, Kabaret) a románem Indice 33 (1920, Index 33) inspirovaných první světovou válkou. Jeho dílo je žánrově velmi bohaté, inspirované romantismem, mýty, středověkými pověstmi a legendami a také moderní fantastikou. Vyznačuje se vybroušeným stylem a autor v něm spojuje sen se skutečností.
Od roku 1922 pracoval jako filmový scenárista, byl šéfredaktorem filmového magazínu Pour vous. Za druhé světové války působil jako válečný korespondent. Od roku 1946 spolupracoval s rozhlasem. Roku 1947 se stal členem Goncourtovy akademie a roku 1956 obdržel za své dílo cenu Grand prix national des Lettres. Jako překladatel přeložil z němčiny druhý díl Goethova Fausta a ze španělštiny Calderónovu hru Život je sen. Zemřel roku 1973 na krvácení do mozku.

## Dílo (výběr)

### Poezie
- L'Allée des mortes (1906, Alej mrtvých).
- Au grand vent (1909, V silném větru).

### Povídky
- Le Cabaret (1919, Kabaret), sbírka povídek.
- Suite variée (1925, Pestrá suita)

### Romány
- Didier Flaboche (1912).
- Abisag (1918).
- Indice 33 (1920, Index 33).
- La Nuit de Saint-Barnabé (1921, Noc svatého Barnabáše).
- Écoute s'il pleut (1923, Poslouchej, zda prší).
- Le Règne du bonheur (1924, Vláda štěstí).
- Carnet de route du juif errant (1930, Cestovní zápisník věčného Žida).
- Merlin l'enchanteur! (1931, Kouzelník Merlin).
- Le Rossignol napolitain (1937, Neapolský slavík).
- À l'autre bout de l'arc-en-ciel (1940, Na druhém konci duhy).
- Rêveries d'un policier amateur (1945, Snění detektiva amatéra).
- Le chemin de l'étoile (1946, Cesta hvězdy).
- Algorithme (1948, Algoritmus).
- Roi d’un jour (1956, Jednodenní král).
- Double chance ou Le gros lot (1959, Dvojí šance aneb Hlavní výhra).
- Zulma l'infidèle (1960, Nevěrnice Zulma).
- Visite à Mathusalem (1961, Návštěva u Metuzaléma).

### Eseje
- Romancero moresque (1921).
- La Légende du Cid campeador (1922, Legenda o Cidu Campeadorovi).
- Haute Provence (1926).
- Rencontres avec Richard Wagner (1927, Setkání s Richardem Wagnerem).
- Tristan Corbière (1929).
- Journal d'exil (1944).
- Contacts allemands (1950, Německé kontakty).

### Divadelní hry
- La Belle et la Bête (1913, Kráska a zvíře), tato hra částečně ovlivnila režiséra Jeana Cocteaua při práci na filmu Kráska a zvíře z roku 1946.
- Huon de Bordeaux (1922), zpracování stejnojmenné chanson de geste ze 13. století.[2]
- Petite lumière et l'ourse (1923, Světélko a medvědice).
- Les Taureaux (1947, Býci).
- L’Amour des trois oranges (1947, Láska ke třem pomerančům).
- Une aventure de Don Juan (1956, Dobrodružství Dona Juana).
- Flamenca (1965).

### Vzpomínky
- Paris sur Seine (1939, Paříž na Seinou).
- Rhône mon fleuve (1944, Moje řeka Rhôna).
- Paris ma grand'ville (1949, Moje velkoměsto Paříž)

### Filmové scénáře a adaptace
- Tillers of the Soil (1923, Ohniště), francouzský němý film, režie Robert Boudrioz.
- Maldone (1928), francouzský němý film, režie Jean Grémillon.
- L'Atlantide (1932), francouzský fantasy film, režie Georg Wilhelm Pabst.
- Die Herrin von Atlantis (1932, Královna Atlantidy), německý fantasy film, režie Georg Wilhelm Pabst.
- Don Quichotte (1933, Don Quijote), film ve francouzské a německé verzi, režie Georg Wilhelm Pabst.
- Dans les rues (1933, V ulicích), francouzský film, režie Victor Trivas,
- La voix sans visage (1933, Hlas bez tváře), francouzský film, režie Leo Mittler, Arnoux je rovněž spoluautorem hudby k filmu.
- Le tunnel (1933, Tunel), francouzský sci-fi film, režie Curtis Bernhardt, Arnoux si ve filmu zahrál epizodní roli.
- Sous la terreur (1936, Pod terorem), francouzský historický film, režie Marcel Cravenne a Giovacchino Forzano.
- Le drame de Shanghaï (1838, Drama v Šanghaji), francouzský film, režie Georg Wilhelm Pabst.
- Ultimatum (1938, Ultimátum), francouzský film, režie Robert Wiene a Robert Siodmak.
- Frères corses (1939, Korsičtí bratři), francouzský film podle Alexandra Dumase, režie Géo Kelber a Robert Siodmak.
- La loi du nord (1939, Zákon severu), francouzský film, režie Jacques Feyder.
- La charrette fantôme (1939, Vozka smrti), francouzský fantasy film podle Selmy Lagerlöfové, režie Julien Duvivier.
- Premier de cordée (1944, Závrať), francouzský film, režie Louis Daquin.
- La Dame de Haut-le-Bois (1947, Paní z Haut-le-Bois), francouzský film, režie Jacques Daroy.
- Les derniers jours de Pompei (1950, Poslední dny Pompejí), francouzsko-italský film, režie Marcel L'Herbier a Paolo Moffa.
- Le chemin de l'étoile (1955, Hvězdná cesta), francouzský film podle Arnouxovy povídky, režie Jean Mousselle.
- Abisag (1958), francouzský televizní film podle Arnouxova románu, režie Jean Vernier.
- L'amour des trois oranges (1961, Láska ke třem pomerančům), francouzský televizní film podle Arnouxovy divadelní hry, režie Pierre Badel.

### Libreta
- Sextuor (1923, Sextet), libreto k baletu Alexandra Tansmana.[4]

## Česká vydání a inscenace
- Světélko a medvědice, představení Národního divadla Brno, premiéra roku 1926, přeložil Vilém Skoch.[5]
- Huon z Bordeaux, inscenace Národního divadla v Praze, premiéra roku 1926, přeložil Jindřich Hořejší.[6]
- Legenda o Cidu Campeadorovi, Marta Florianová, Stará Říše na Moravě, přeložil Josef Florian.
- Neapolský slavík, Karel Voleský, Praha 1938, přeložila Milada Pochová.